# Strigolattoni
Gli strigolattoni sono una classe di composti chimici prodotti dalle radici delle piante.
Grazie al loro meccanismo di azione, queste molecole sono state classificate come ormoni delle piante o fitormoni.
Finora gli strigolattoni sono stati identificati come molecole responsabili di tre differenti processi fisiologici: sono molecole promotrici della germinazione di organismi parassitici che crescono all'interno delle radici di piante ospiti, come la Striga lutea o altre specie appartenenti al genere Striga. In secondo luogo gli strigolattoni sono fondamentali per il riconoscimento della pianta da parte dei fungi simbiontici, in particolare per le micorrize arbuscolari, poiché stabiliscono un'associazione mutualistica con queste piante fornendo loro fosfato ed altri nutrienti del suolo. Infine gli strigolattoni sono stati identificati come ormoni che inibiscono la ramificazione delle piante: quando presenti, questi ormoni impediscono la crescita delle gemme in eccesso nella parte terminale dello stelo, bloccando così l'eccessiva ramificazione.